# ハナムラチカヒロ
ハナムラ チカヒロ（1976年 - ）は、ランドスケープアーティスト、研究者、俳優。大阪公立大学（旧大阪府立大学）准教授。一般社団法人ブリコラージュファウンデーション代表理事。「まなざしのデザイン」という表現方法と「風景異化論」という理論で、芸術から学術まで領域横断的にさまざまな活動を行っている。
「風景をつくる」、「風景をかんがえる」、「風景になる」という3つの角度から、領域横断的な表現活動を行う。大規模病院の入院患者に向けた霧とシャボン玉のインスタレーション、バングラデシュの貧困コミュニティのための彫刻堤防などの制作、世界各地の聖地のランドスケープのフィールドワーク、街中でのパフォーマンス、映画や舞台に俳優としても立つ。

## 経歴
- 大阪府立大学大学院生命科学研究科博士後期課程を修了
- 2005-2010年　大阪大学コミュニケーションデザインセンター特任助教
- 2010年- 大阪公立大学大学院准教授
- 2012年-　大阪公立大学都市研究プラザ客員研究員
- 2016-2017年　京都精華大学人文学研究科非常勤講師
- 2017-2018年　スペイン・バルセロナ大学遺産観光研究所客員研究員

## 作品

### 2005年
- W-scape（第7回アジア・太平洋地域エイズ国際会議　文化プログラムkavcaap2005「HIV/エイズ-未来のドキュメント」展示会場デザイン）

### 2006年
- Fushimi CODE （船場建築祭・伏見ビルインスタレーション）
- Genba Remix（中之島コミュニケーションカフェ会場デザイン）

### 2007年
- flow (エンターテインメントコンピューティング学会会場デザイン及びインスタレーション)
- タングラムスケープ（大阪市立大学医学部附属病院小児科外来病棟待合インスタレーション）
- Genba Remix（中之島コミュニケーションカフェ会場デザイン）

### 2008年
- ニテヒナル／the fourth nature（現代アートの森「森のコモンズ」インスタレーション)
- ガリバースコープ
- Parallel Scape都市の新しい使い方(財団法人衛星即位利用推進センター（SPAC）  「あっ!!と驚く位置利用サービスアイデア大募集」第一回位置利用サービスアイデア最優秀賞)

### 2009年
- Message of Wind（大阪市立大学医学部附属病院空中庭園インスタレーション）
- 舞台「ルルドの森」主演（大阪セレクション選出作品・バンタムクラスステージ）
- 映画「Satisfaction」出演（第1回田辺弁慶映画祭上映作品）
- トランスパブリック（應典院コモンズフェスタ会場構成）

### 2010年
- 霧はれて光きたる春（大阪市立大学医学部附属病院入院病棟光庭インスタレーション）
- 都市型集団パフォーマンス「エクソダス」（應典院コモンズフェスタプログラム）

### 2011年
- アナクロステーション（活版EXPO展示会場デザイン・関西活版倶楽部）
- 映画「マルセリーノ」出演（監督・吉田徹）
- 神戸イクメン大賞プロデュース

### 2012年
- 霧はれて光きたる春（おおさかカンヴァス推進事業・大阪赤十字病院入院病棟光庭インスタレーション）
- 1‰OSAKA クリエイティブシェア実行委員長

### 2013年
- モエレ星の伝説（モエレサマーフェスティバル2013花火演出プロデュース）
- ベンガルの赤い蛇（Floating Peers2013）

### 2014年
- 霧はれて光きたる春（大阪府立急性期総合医療センター光庭インスタレーション）

### 2015年
- 舞台「ファウストの恋人」若きファウスト役（劇団キオ・大阪市音楽団）
- 舞台「Trace」（済州島Artscenicパフォーマンス）

### 2016年
- 映像ドキュメンタリー「旅日誌：聖地のランドスケープデザイン：インド編、スペイン編、オーストラリア編、日本編」

### 2018年
- 地球の告白/Confession from the Earth （千葉市美術館・さや堂ホール展示プロジェクト・インスタレーション）、展示期間：11月1日（木）～ 11月11日（日）

### 2019年
- 半透明の福島/Translucent Fukushima（あしたときのうのまんなかで・はじまりの美術館・インスタレーション）
- Seeing Differently（一般財団法人関西観光本部・インバウンド観光映像・監督/出演）

### 2020年
- ハナムラの視点（YouTube）

## 出演番組
- 【Fresh Faces #93】ハナムラチカヒロ（まなざしのデザイナー） BS朝日 Fresh Faces -アタラシイヒト- (2016年1月14日)

## 受賞歴
- 2008年　財団法人衛星即位利用推進センター（SPAC）「あっ!!と驚く位置利用サービスアイデア大募集」第一回位置利用サービスアイデア最優秀賞
- 2012年　一般社団法人日本空間デザイン協会 空間デザイン大賞・日本経済新聞社賞2012「霧はれて光きたる春」[1]
- 2014年　READYFOR OF THE YEAR　クリエイティブ部門賞「霧はれて光きたる春」
- 2020年　International Tourism Film Festival “Tourfilm Riga”　Tourism Destination - Country部門 1位「Seeing Differently」
- 2020年　International Tourism Film Festival “Terres Festival" Tourism Communication - Tourism Product部門 1位 「Seeing Differently」
- 2020年　International Tourism Film Festival ”Amorgos Tourism Film Festival" Tourism Destinations - City部門　銀賞「Seeing Differently」
- 2020年　"Committee of Tourism film Festivals" 2020 World's Best Tourism Film -Tourism Destination Country部門総合2位「Seeing Differently」

## 著書
- まなざしのデザイン 〈世界の見方〉を変える方法（2017年11月13日）NTT出版[注釈 1]
- ヒューマンスケールを超えて わたし・聖地・地球（2020年2月25日）ぷねうま舎
- まなざしの革命 世界の見方は変えられる（2022年1月22日）河出書房新社